# Galumna reiterata
Galumna reiterata är en kvalsterart som beskrevs av Subías 2004. Galumna reiterata ingår i släktet Galumna och familjen Galumnidae. Inga underarter finns listade i Catalogue of Life.